# Hilary Laing
Jocelyn Hilary Mary Laing, po mężu de Ferranti (ur. 21 września 1927 w Guildford, zm. 16 listopada 2013 w Ellisfield) – brytyjska narciarka alpejska, uczestniczka zimowych igrzysk olimpijskich 1952 rozgrywanych w Oslo.
Była trzecią żoną przedsiębiorcy i deputowanego do Parlamentu Europejskiego Basila de Ferrantiego.

## Osiągnięcia

### Igrzyska olimpijskie
| Miejsce | Dzień     | Rok  | Miejscowość | Konkurencja   | Czas biegu  | Strata   | Zwyciężczyni         |
| ------- | --------- | ---- | ----------- | ------------- | ----------- | -------- | -------------------- |
| 24.     | 14 lutego | 1952 | Oslo        | Slalom gigant | 2:20.7 min. | +13.9 s. | Andrea Mead-Lawrence |
| DSQ.    | 27 lutego | 1952 | Oslo        | Zjazd         | —           | —        | Andrea Mead-Lawrence |